# Welt-Kindertheater-Fest
Das Welt-Kindertheater-Fest ist ein Theaterfestival für Kinder von Kindern. Es findet alle zwei Jahre statt, davon jedes zweite Mal in seinem Gründungsort Lingen (Ems) in Niedersachsen, Deutschland.

## Idee
Das Welt-Kindertheater-Fest bringt Kinder und Jugendliche aus unterschiedlichen Kulturen und Nationen zusammen und lässt die Bevölkerung der jeweiligen Region daran teilhaben. Die Sprachen der Kinder sind Theater, Tanz und Musik. Diese sind unabhängig von der nationalen Herkunft universell verständlich und fördern somit im Besonderen den Austausch der Kulturen.

## Veranstalter
- Stadt Lingen (Ems)
- Theaterpädagogisches Zentrum des Emsländischen Landschaft e.V. (TPZ Lingen)
- Europäisches Zentrum der International Amateur Theatre Association (IATA/AITA)

## Entstehung
Die erste Theatergruppe für Kinder im Theaterpädagogischen Zentrum der Emsländischen Landschaft e.V. (TPZ Lingen) wurde 1981 vom Gymnasiallehrer Norbert Radermacher gegründet. Bereits zwei Jahre später zeigten die Kinder die Ergebnisse ihrer Arbeit in einem kleinen Fest mit dem Titel: „Kinder spielen und tanzen für Kinder“. Nach einem Besuch des Welt-Theater-Festivals für Erwachsene hatte Norbert Radermacher – damaliger Leiter des Theaterpädagogischen Zentrums der Emsländischen Landschaft e.V. (TPZ Lingen) die Idee, ein ähnliches Festival auf Weltebene für Kinder aufzubauen. Gemeinsam mit John Ytteborg, dem damaligen Generalsekretär des Weltverbandes, Irene Luitz aus den Niederlanden und Bernd Ruping, damals Mitarbeiter am TPZ Lingen, erstellten sie ein Konzept für das erste Kultur- und Theaterfestival für Kinder auf Weltebene.
Das Projekt erhielt Unterstützung durch die Stadt Lingen sowie staatliche und private Geldgeber und Sponsoren. In Kooperation mit der International Amateur Theatre Association (IATA/AITA), dem Kinder und Jugendtheaterzentrum für die Bundesrepublik Deutschland und der International Children Theatre Corporation (ICTC) wurde das 1. Welt-Kindertheater-Fest geplant und 1990 in Lingen durchgeführt.

## Geschichte
Das Theaterfest von Kindern für Kinder wurde seitdem in der Zusammenarbeit mit dem Weltverband für Amateurtheater und der International Amateur Theatre Association (IATA/AITA) im 2-Jahres-Rhythmus durchgeführt: Alle vier Jahre an seinem Gründungsort Lingen (Ems), dazwischen in verschiedenen Städten der Welt. Dieser Rhythmus wurde durch den Ausfall des geplanten Fests in Australien im Jahr 2012 und die Absage der für 2020 im japanischen Toyama geplanten Veranstaltung wegen der COVID-19-Pandemie zweimal unterbrochen. für 2024 wurde angedacht, es wieder in Deutschland stattfinden zu lassen, und tatsächlich wird es von Ende Juni bis Anfang Juli 2025 in Lingen stattfinden.
Bisherige Veranstaltungen:
- 1990: Lingen (Ems) / Deutschland[5]
- 1992: Antalya / Türkei[5]
- 1994: Lingen (Ems) / Deutschland[5]
- 1996: Kopenhagen / Dänemark[5]
- 1998: Lingen (Ems) / Deutschland[5]
- 2000: Toyama / Japan[8][5]
- 2002: Lingen (Ems) / Deutschland[5]
- 2004: Havanna / Kuba[5]
- 2006: Lingen (Ems) / Deutschland[5]
- 2008: Moskau / Russland[5][9]
- 2010: Lingen (Ems) / Deutschland[5]
- (2012: Sydney / Australien[4] (ausgefallen))
- 2014: Lingen (Ems) / Deutschland[5][10][11][12][13]
- 2016: Stratford (Ontario) / Kanada[5][14][15][16]
- 2018: Lingen (Ems) / Deutschland[17][18][5]
- (2020: Toyama/Japan, wegen der COVID-19-Pandemie abgesagt)[5]
- 2025: Lingen (Ems) / Deutschland[7]